# La casa del silenzio
(Orhan Pamuk, La casa del silenzio)
La casa del silenzio è un romanzo dello scrittore turco Orhan Pamuk, premio Nobel per la letteratura nel 2006.

## Trama
L'anziana Fatma vive in una grande, austera, silenziosa e vecchia casa affacciata sul mare con la sola compagnia del nano Recep, figlio illegittimo del marito defunto. Anche il figlio e la nuora sono morti, solo i tre nipoti Faruk, Nilgün e Metin di tanto in tanto vanno a trovarla.
Faruk, il nipote maggiore è uno storico, e pare ripercorrere i fallimenti del nonno e del padre; Nilgün è una bella e affascinante studentessa progressista; Metin, il più giovane è un brillante studente di matematica che sogna di emigrare negli Stati Uniti.
Tutti e tre vorrebbero che la nonna vendesse la casa.
La bisbetica ed altezzosa nonna trascorre giorni e notti quasi sempre a letto in preda a cupi ricordi e risentimenti riversando il suo astio sul povero Recep che gli fa da domestico. Il marito, un medico fallito e alcolista, attivista politico costretto a lasciare Istanbul agli inizi della rivoluzione del 1913, la portò in questa casa isolata e da allora lei non ha più fatto ritorno a Istanbul.
Il piccolo paese affacciato sul mare è ormai diventato una località turistica. Durante una vacanza dei nipoti si svolge la trama del libro, narrata a turni alterni dai diversi punti di vista dei  protagonisti, annodando il presente con i ricordi del passato; ne viene fuori un ritratto corale e polifonico, intenso nella ricerca delle proprie radici e della necessità di raggiungere il futuro sognato nel difficile equilibrio tra tradizione e influenze occidentali.

## Edizioni
- Orhan Pamuk, La casa del silenzio, Einaudi, 2007, ISBN 978-88-06-18351-6.